# Jean-Honoré Fragonard

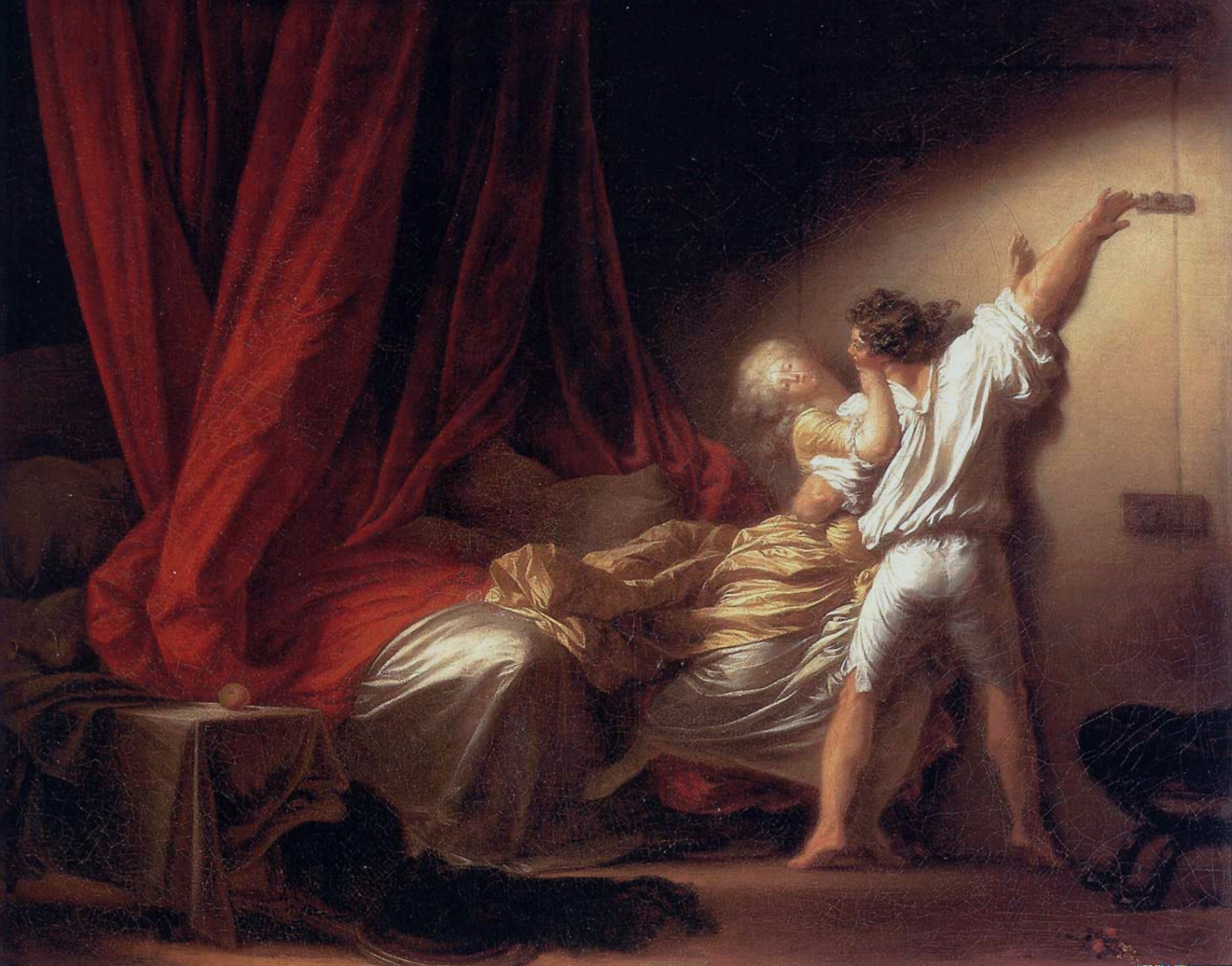
Závora (1778)

Jean-Honoré Fragonard [žán-onoré fragonár] (5. dubna 1732 Grasse – 22. srpna 1806 Paříž) byl francouzský malíř a grafik pozdního rokoka. Jeho dílo vyniká použitím barev, lehkostí, smyslem pro detail, zobrazuje postavy mnohdy v intimní atmosféře zastřené erotiky. Jeho dílo čítá, krom různých grafik, na 550 obrazů. Známé jsou především jeho žánrové obrazy, jako třeba Čtenářka nebo Houpačka.

## Život
Narodil se v rodině rukavičkáře (obchodníka s parfémy?) v městě Grasse v jihovýchodní Francii, blízko italských hranic. V 18 letech se rodina odstěhovala do Paříže. Otec zde pracoval v prýmkařství. Jean-Honoré byl přijat do ateliéru rokokového mistra Françoise Bouchera a Jeana-Baptisty Chardina. Roku 1752 vyhrál královské stipendium Prix de Rome obrazem ze Starého zákona, ale před odjezdem studoval ještě u Ch.-A. van Loo a namaloval obraz Krista, jak myje nohy apoštolům pro katedrálu v Grasse.
Roku 1756 odjel do Říma, kde se spřátelil s malířem H. Robertem, s nímž pak také cestoval po Itálii. Nakreslil množství skic a kreseb, zejména z italských šlechtických zahrad, a hojně navštěvoval obrazové galerie. Obdivoval holandské malíře (Frans Hals, Rembrandt van Rijn, Peter Paul Rubens) a zejména G. B. Tiepola, který ho výrazně ovlivnil. V roce 1761 se vrátil do Paříže a roku 1765 jeho obraz Coresus a Calirrhoe koupil francouzský král, který jej dal vytkat do gobelínu, poté byl přijat do Francouzské akademie.
Do této doby váhal, zda se bude věnovat historickým, biblickým anebo žánrovým tématům, ale pod vlivem dvorské šlechty a jejích zakázek se plně přizpůsobil vkusu dobové aristokracie. Namaloval množství obrazů a některé reprodukoval jako lepty. Roku 1769 se oženil s malířkou R. A. Gérardovou a měl s ní dceru a syna Alexandra-Évaristu Fragonarda, který se stal také malířem a sochařem. Roku 1773 odjel znovu do Itálie a při návratu o rok později navštívil také Vídeň a Prahu. Jeho úspěchy přerušila Velká francouzská revoluce, kdy jeho zákazníci byli buď popraveni, anebo emigrovali. V roce 1793 odjel do rodného Grasse, nedokázal se však přizpůsobit změněnému vkusu. Po návratu do Paříže brzy po roce 1800 žil téměř úplně zapomenut a v roce 1806 zemřel. Byl pohřben v kostele sv. Rocha. Rehabilitace se mu dostalo až od impresionistů, kteří velmi ocenili jeho bravurní styl.

## Obrazy

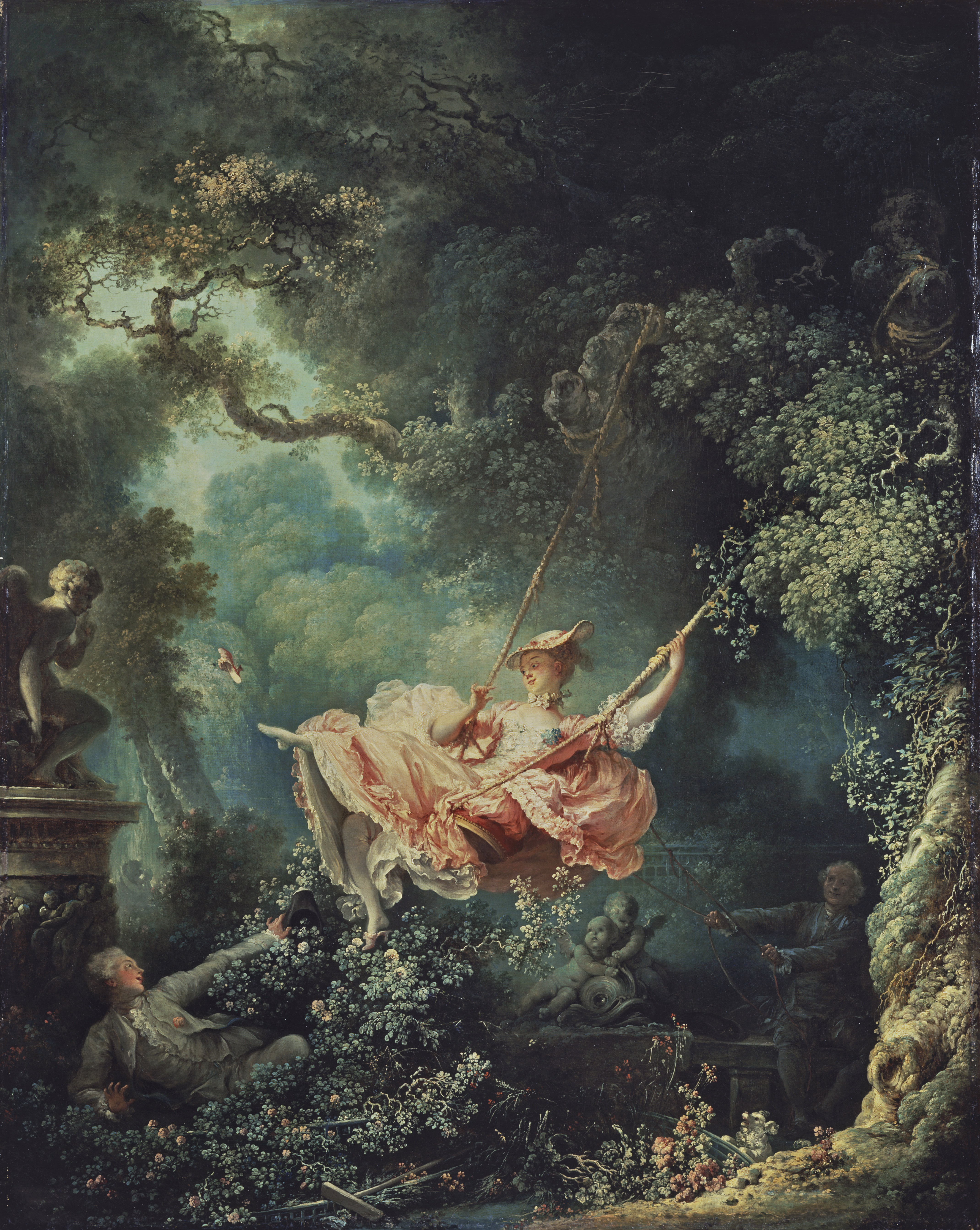
Houpačka, kolem roku 1767
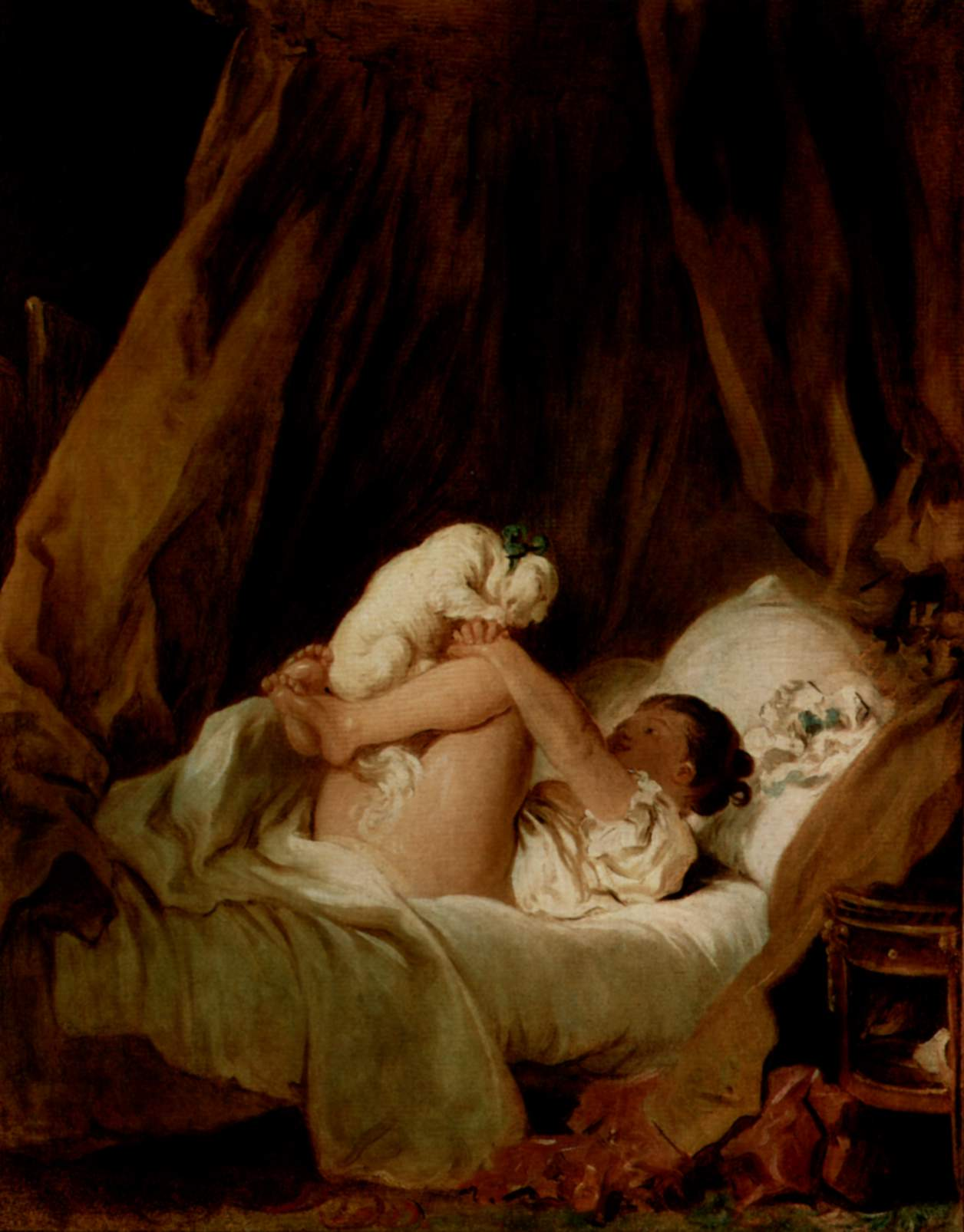
Dívka se psem
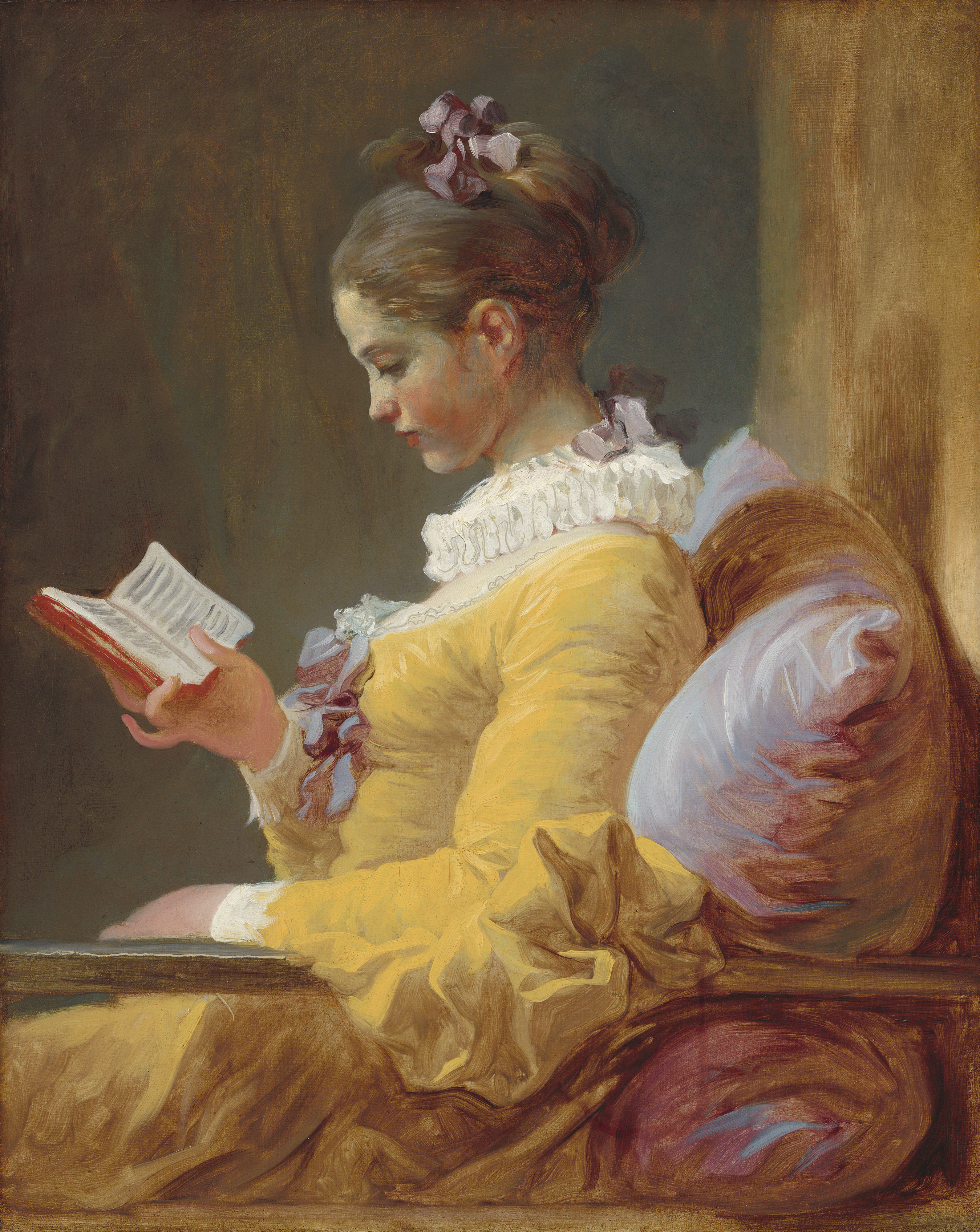
Čtenářka, 1770
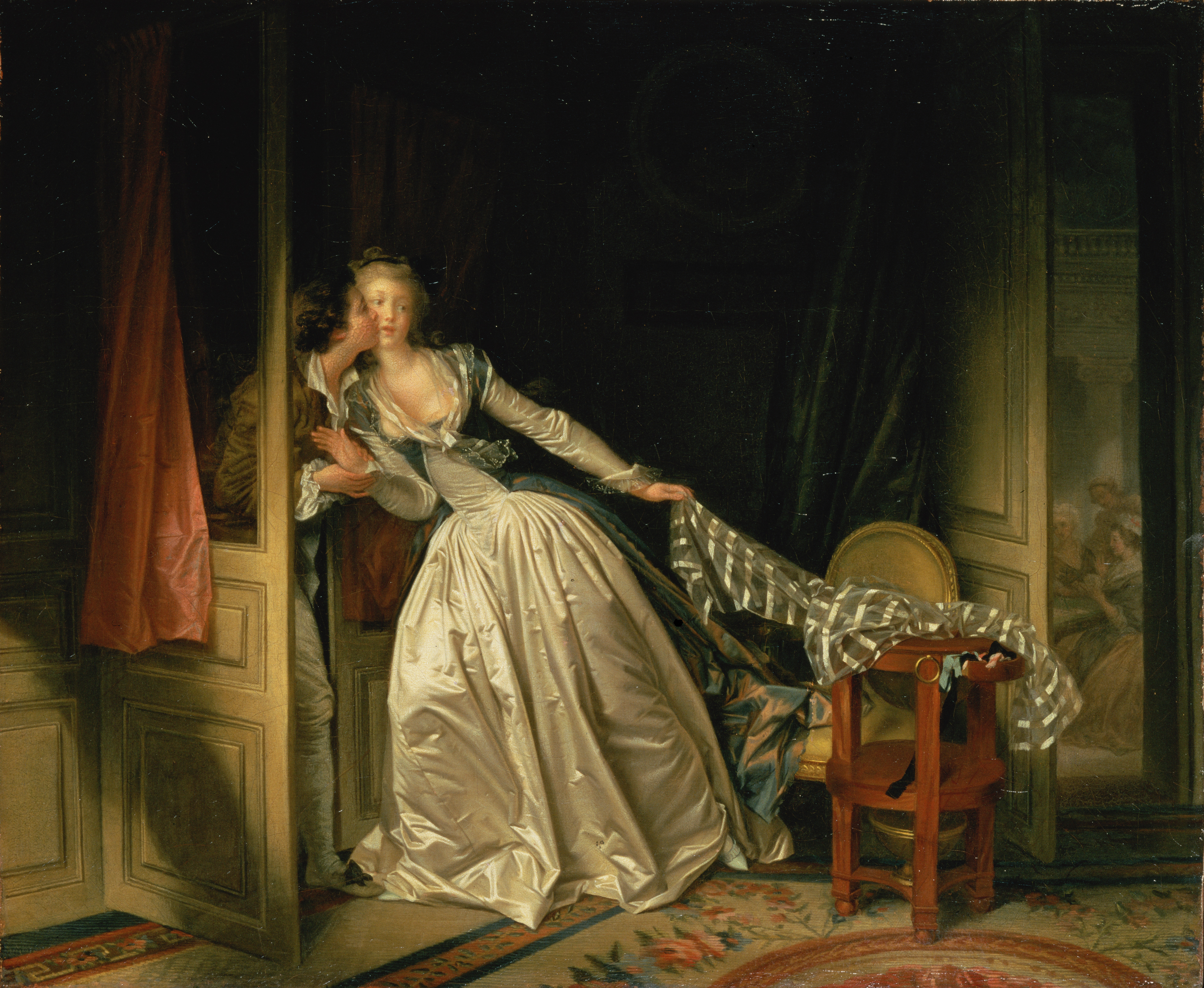
Ukradený polibek
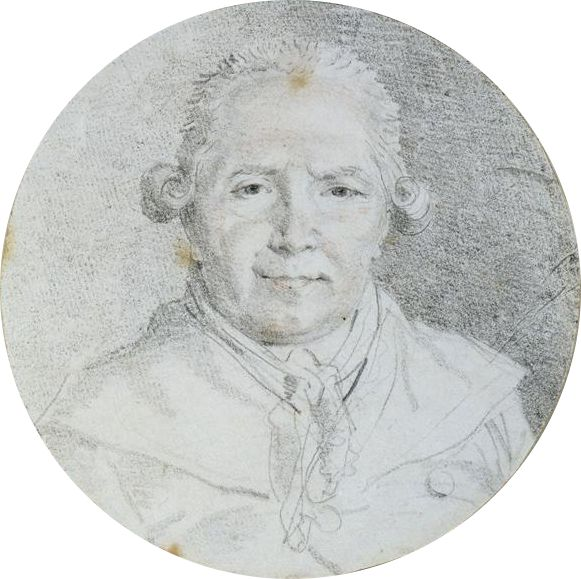
Autoportrét